# Réserve de ciel étoilé au Canada

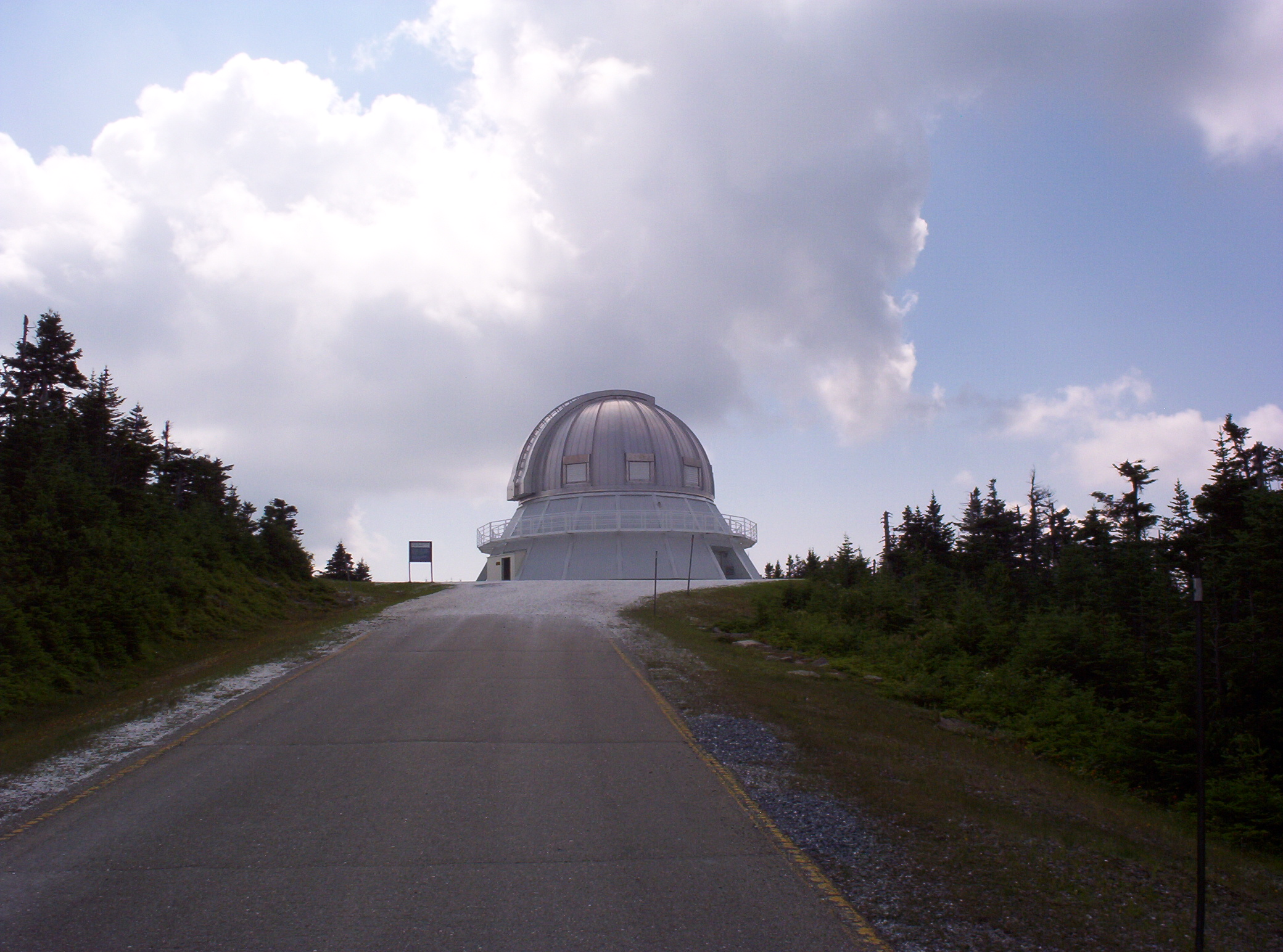
Observatoire du Mont-Mégantic dans le parc national du Mont-Mégantic.

On retrouve 33 réserves de ciel étoilé au Canada. De ceux-ci, 6 ont reçu une reconnaissance internationale de l'International Dark-Sky Association (IDA), 26 ont une reconnaissance nationale de la société royale d'astronomie du Canada (SRAC) et finalement une doit sa reconnaissance à un club d'astronomie local.

## Liste des réserves de ciel étoilé au Canada
| Réserve | Province                             | Reconnaissance | Organisme                          |
| --- | ------------------------------------ | -------------- | ---------------------------------- |
| Réserve de conservation Torrance Barrens                                                                                   | Ontario                              | 1999           | SRAC                               |
| Parc MacDonald | Colombie-Britannique                 | 2003           | Fraser Valley Astronomer's Society |
| Parc interprovincial des Cypress Hills                                                                                     | Saskatchewan et Alberta              | 2005           | SRAC                               |
| Réserve de ciel étoilé des Collines Beaver (Parc national Elk Island et Aire provinciale de loisir Cooking Lake-Blackfoot) | Alberta                              | 2006           | SRAC                               |
| Parc national de la Pointe-Pelée                                                                                           | Ontario                              | 2006           | SRAC                               |
| Parc national du Mont-Mégantic                                                                                             | Québec                               | 2007           | IDA                                |
| Parc de Gordon | Ontario                              | 2008           | SRAC                               |
| Parc national de Kouchibouguac                                                                                             | Nouveau-Brunswick                    | 2009           | SRAC                               |
| Parc national de la Péninsule-Bruce                                                                                        | Ontario                              | 2009           | SRAC                               |
| Parc provincial du Mont-Carleton                                                                                           | Nouveau-Brunswick                    | 2009           | SRAC                               |
| Parc national des Prairies                                                                                                 | Saskatchewan                         | 2009           | SRAC                               |
| Parc national de Kejimkujik                                                                                                | Nouvelle-Écosse                      | 2010           | SRAC                               |
| Parc national de Jasper | Alberta                              | 2011           | SRAC                               |
| Centre d'éducation en plein air Bluewater                                                                                  | Ontario                              | 2012           | SRAC                               |
| Canton de Frontenac Nord                                                                                                   | Ontario                              | 2013           | SRAC                               |
| Parc national Wood Buffalo                                                                                                 | Territoires du Nord-Ouest et Alberta | 2013           | SRAC                               |
| Parc Provincial Lakeland et aire de loisirs                                                                                | Alberta                              | 2016           | SRAC                               |
| Au Diable Vert | Québec                               | 2018           | SRAC                               |
| Parc Provincial de Killarney                                                                                               | Ontario                              | 2018           | SRAC                               |
| Parc national de Terra-Nova                                                                                                | Terre-Neuve-et-Labrador              | 2018           | SRAC                               |